# Чжоушань
Чжоушань (кит. спр. 舟山市, піньїнь: Zhōushān Shì) — місто-округ в східнокитайській провінції Чжецзян.

## Географія
Чжоушань розташовується на сході провінції на островах у Східнокитайському морі.

### Клімат
Місто знаходиться у зоні, котра характеризується вологим субтропічним кліматом. Найтепліший місяць — серпень із середньою температурою 27.4 °C (81.3 °F). Найхолодніший місяць — січень, із середньою температурою 5.8 °С (42.4 °F).
| Клімат Чжоушаня         | Клімат Чжоушаня | Клімат Чжоушаня | Клімат Чжоушаня | Клімат Чжоушаня | Клімат Чжоушаня | Клімат Чжоушаня | Клімат Чжоушаня | Клімат Чжоушаня | Клімат Чжоушаня | Клімат Чжоушаня | Клімат Чжоушаня | Клімат Чжоушаня | Клімат Чжоушаня |
| Показник                | Січ.            | Лют.            | Бер.            | Квіт.           | Трав.           | Черв.           | Лип.            | Серп.           | Вер.            | Жовт.           | Лист.           | Груд.           | Рік             |
| Середня температура, °C | 5,8             | 6,1             | 9,2             | 14,2            | 18,7            | 22,7            | 27              | 27,4            | 24,3            | 19,6            | 14,5            | 8,6             | 16,5            |
| Норма опадів, мм        | 56.9            | 78.6            | 96.6            | 117.9           | 144.7           | 165.6           | 105.5           | 125.7           | 172             | 81.4            | 70.5            | 51.4            | 1266.8          |
| Днів з опадами          | 11,5            | 12,7            | 15,6            | 16,4            | 16,6            | 16,1            | 11,2            | 12,4            | 13,3            | 11,5            | 10,9            | 10,6            | 158,8           |
| Вологість повітря, %    | 73.4            | 75.8            | 77.2            | 79              | 80.4            | 83.9            | 82.1            | 80.9            | 80.5            | 76.5            | 74.8            | 73              | 78.1            |
| ----------------------- | --------------- | --------------- | --------------- | --------------- | --------------- | --------------- | --------------- | --------------- | --------------- | --------------- | --------------- | --------------- | --------------- |
| Джерело: Weatherbase    |                 |                 |                 |                 |                 |                 |                 |                 |                 |                 |                 |                 |                 |

## Адміністративний поділ
Префектура поділяється на 2 райони та 2 повіти:
| Карта                                 | Карта   | Карта    | Карта            |
| ------------------------------------- | ------- | -------- | ---------------- |
| ① ② Дінхай ③ ① Шенси ② Дайшань ③ Путо |         |          |                  |
| Статус                                | Назва   | Оригінал | Населення (2020) |
| Район                                 | Дінхай  | 定海区   | 500 030          |
| Район                                 | Путо    | 普陀区   | 382 902          |
| Повіт                                 | Дайшань | 岱山县   | 207 982          |
| Повіт                                 | Шенси   | 嵊泗县   | 66 903           |